# Hurat Ammurin
Hurat Ammurin (tiếng Ả Rập: حورات عمورين) là một ngôi làng Syria nằm ở Al-Suqaylabiyah Nahiyah ở huyện Al-Suqaylabiyah, Hama. Theo Cục Thống kê Trung ương Syria (CBS), Hurat Ammurin có dân số 3143 trong cuộc điều tra dân số năm 2004.